# Піски (Корюківський район)
Піски́ — село в Україні, у Корюківській міській громаді Корюківського району Чернігівської області. Населення становить 100 осіб. До 2020 орган місцевого самоврядування — Олександрівська сільська рада.

## Географія
Село розташоване за 12 км від районного центру і залізничної станції Корюківка та за 4 км від селищної ради. Висота над рівнем моря — 131 м.
Село знаходиться на правому березі річки Луковець.

## Історія
Село засноване у 1550 році.
12 червня 2020 року, відповідно до розпорядження Кабінету Міністрів України № 730-р «Про визначення адміністративних центрів та затвердження територій територіальних громад Чернігівської області», увійшло до складу Корюківської міської громади.
19 липня 2020 року, в результаті адміністративно-територіальної реформи та ліквідації колишнього Корюківського району, село увійшло до складу новоутвореного Корюківського району.